# Contraforte (geologia)

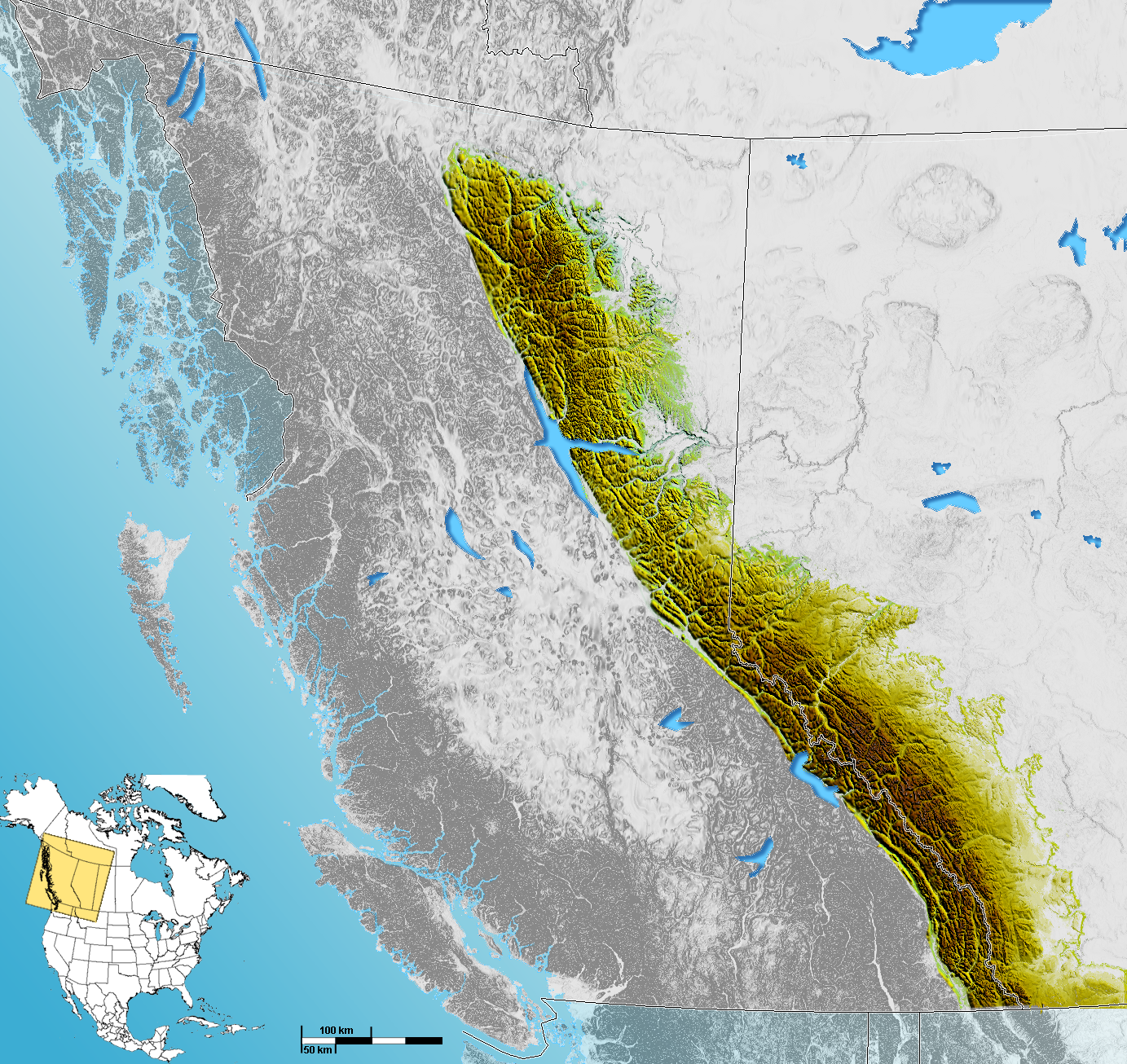
Em destaque, os contrafortes a Leste das Montanhas Rochosas canadianas.

Contraforte (do italiano contrafforte) é, em sentido figurado, tudo o que fortalece. Em geologia e geografia, refere-se às ramificações laterais, normalmente localizadas no lado oposto àquele onde se encontra a porção mais íngreme de uma cadeia de montanhas.